# IC 1835-2
IC 1835-2 — галактика типу C+C () у сузір'ї Овен.
Цей об'єкт міститься в оригінальній редакції індексного каталогу.